# Elasmucha
Genre
Elasmucha est un genre d'insectes du sous-ordre des hétéroptères (punaises).

## Liste des espèces
Selon BioLib (17 janvier 2019) :
- Elasmucha amurensis Kerzhner, 1972
- Elasmucha cordillera Thomas, 1991
- Elasmucha ferrugata (Fabricius, 1787)
- Elasmucha fieberi (Jakovlev, 1864)
- Elasmucha flammatum (Distant, 1893)
- Elasmucha grisea (Linnaeus, 1758)
- Elasmucha lateralis (Say, 1831)
- Elasmucha putoni Scott, 1874
- Elasmucha salebrosa (Breddin, 1903)
- Elasmucha signoreti Scott, 1874